# 淮阴故城
淮阴故城、淮阴县故城、淮阴城:4位于中国江苏省淮安市淮阴区马头镇码头村，是秦朝淮阴县县城遗址。北宋初年，已称它为甘罗城，传甘罗所筑。
2003年3月，秦代淮阴故城遗址列为第二批淮安市文物保护单位。2011年12月30日，以甘罗城遗址之名列为江苏省文物保护单位。

## 历史
淮阴城的筑城史可追溯至先秦时期。春秋末年，其地属吴国，后属楚国。前223年，秦灭楚，地入秦。秦实行郡县制，设立淮阴县。淮阴城为县城。关于淮阴故城最早的记载见于《史记·淮阴侯列传》，淮阴侯韩信早年曾“钓於城下”。当代研究者根据《史记》的记载认为，当时淮阴城的工商业是比较繁荣的，与它位于交通枢纽的地位密切相关。是当时黄淮、江淮地区最重要的交通枢纽，亦是淮水、泗水下游地区的经济和文化中心:1—2。
晋朝永和五年（349年），荀羨在淮阴城南侧筑新城。后成为淮阴县新的县治。两城互为依托。东魏改南梁北兖州为淮州，以淮阴城为州治:2。北宋时，已称此城为甘罗城。北宋学者徐積是最早提及甘罗城的人。《节孝集·卷十三》，“盖以传考之所谓甘罗城者，非也。谓之淮阴故城，可也。”甘罗城实是秦时淮阴城。虽然，没有史料可以证实甘罗曾在此地任官、筑城。但有研究者认同甘罗筑城的说法，认为“甘罗易地改官于此是很有可能的，不过历史疏于记载罢了。”:2。亦有研究者认为，甘罗筑城一说“是人为编造的历史故事”。
南宋嘉定七年（1214年），淮阴县县治移到八里庄:5。元朝泰定元年（1324年），清河县县城“河决城圯”，县尹耶律布哈由大清口的清河故城迁治于甘罗城。天历元年（1328年），達嚕噶齊又以地僻水恶再迁小清河西北。
明朝绘制的黄、淮、运舆图上，仅标甘罗城，不标注淮阴城:5。明朝时，淮安府管河厅公署:3、清河县县丞署设于甘罗城。崇祯元年（1628年）或崇祯末年，清河县县治移至甘罗城:3。清朝顺治三年（1646年），清河县县治迁至小清口。清朝时，甘罗城设有负责治理河道的淮安府同知署。乾隆年间，由于地势卑下，水患威胁严重，淮安府同知署等机构与清河县署一起，迁至清江浦。甘罗城与水清口的旧县城一样，不再重点防护，被黄河洪水所侵入，逐渐被泥沙所淤垫:3—4。

## 当代
2003年3月，淮安市人民政府将马头镇秦代淮阴故城遗址列为第二批市级文物保护单位。
2011年12月30日，江苏省人民政府将甘罗城遗址列为第七批江苏省文物保护单位。